# Fanny Fischer
Fanny Fischer (* 7. September 1986 in Potsdam), verheiratete Fanny Rauhe, ist eine ehemalige deutsche Kanutin. 2008 wurde sie Olympiasiegerin im Kanurennsport.
Die Kanurennsportlerin des KC Potsdam gewann bei den Weltmeisterschaften 2005 die Bronzemedaille im Zweier-Kajak über 200 m. Bei den Kanu-Weltmeisterschaften 2007 in Duisburg konnte sie im Zweier mit Nicole Reinhardt auf zwei Distanzen Gold holen. 2008 qualifizierte sie sich für die Olympischen Spiele in Peking, wo sie im Zweier- und Vierer-Kajak an den Start ging. Im Vierer über die 500-Meter-Distanz gewann sie mit Nicole Reinhardt, Katrin Wagner-Augustin und Conny Waßmuth die Goldmedaille, im Zweier  mit Reinhardt belegte sie den vierten Rang.
Für den Gewinn der Goldmedaille erhielt sie am 21. November 2008 von Bundespräsident Köhler das Silberne Lorbeerblatt.
Nachdem sie im Mai 2011 eine Wettkampfpause verkündet hatte, gab sie an ihrem 25. Geburtstag per Pressemitteilung ihren Rücktritt vom Leistungssport bekannt, um sich voll ihrem Studium der Sporttherapie und Prävention zu widmen. Nach Abschluss ihres Studiums arbeitet sie in der Marketingabteilung der AOK Nordost („Sportbotschafterin“).
Fanny Fischer ist Tochter der Schwimm-Olympiasiegerin Sarina Hülsenbeck und des vierfachen Kanu-Weltmeisters Frank Fischer sowie die Nichte der achtmaligen Kanu-Olympiasiegerin Birgit Fischer.
Sie lebt seit 2008 mit dem Kanu-Olympiasieger und -Weltmeister Ronald Rauhe zusammen, heiratete ihn 2015 und hat mit ihm zwei Söhne (* 2014 und 2016).

## Erfolge
- Europameisterschaften 2007 in Pontevedra
  - K2 (Fischer/Reinhardt) 500 m Goldmedaille
  - K2 (Fischer/Reinhardt) 200 m Silbermedaille

- Weltmeisterschaften 2007 in Duisburg
  - K2 (Fischer/Reinhardt) 500 m Goldmedaille
  - K2 (Fischer/Reinhardt) 200 m Goldmedaille

- Europameisterschaften 2008 in Mailand
  - K2 (Fischer/Reinhardt) 500 m Bronzemedaille

- Olympischen Spiele 2008 in Peking
  - K4 (Fischer/Reinhardt/Wagner-Augustin/Waßmuth) 500 m Goldmedaille

- Europameisterschaften 2009 in Brandenburg an der Havel
  - K1 (Fischer/Reinhardt/Wagner-Augustin/Waßmunth) 4 × 200 m Goldmedaille
  - K2 (Fischer/Weber) 200 m Goldmedaille
  - K2 (Fischer/Weber) 500 m Bronzemedaille

- Weltmeisterschaften 2009 in Dartmouth (Nova Scotia)
  - K1 (Fischer/Reinhardt/Wagner-Augustin/Wassmuth) 4 × 200 m Goldmedaille
  - K2 (Fischer/Reinhardt) 200 m Silbermedaille
  - K2 (Fischer/Reinhardt) 500 m Silbermedaille

- Europameisterschaften 2010 in Trasona
  - K2 (Fischer/Leonhardt) 200 m Bronzemedaille
  - K4 (Fischer/Reinhardt/Wagner-Augustin/Dietze) 500 m Goldmedaille

- Weltmeisterschaften 2010 in Posen
  - K4 (Fischer/Reinhardt/Wagner-Augustin/Dietze) 500 m Silbermedaille

- 2009: Sportlerin des Jahres von Brandenburg[4]